# FRIENDS II
『FRIENDS II』（フレンズ・ツー）は、日本の音楽ユニット・B'zが1996年11月25日にRooms RECORDSからリリースした5作目のミニ・アルバムである。
4thミニ・アルバム『FRIENDS』の続編となっており、25年後の2021年には後継作品となる『FRIENDS III』がリリースがされた。

## 概要
ミニ・アルバムとしては、前作『FRIENDS』以来4年ぶりのリリース。『FRIENDS』の続編であるが、前作のように全曲に1つのストーリー性を持たせてはおらず、一曲一曲のストーリーが全て独立したオムニバス形式の内容となっている。
本作は従来のB'zの作風とは異なるAOR色の強い曲が多く、ボサノヴァやフュージョン、レゲエの導入、フルート、サックス、フェンダーローズやファルセットを多用したボーカル等がフィーチャーされ、松本のギターサウンドにおいてもクリーントーンやカッティング、ワウ等が使用されている。松本は「B'zにとってミニ・アルバムは実験の場。今回はB'zが今までやったことのないジャンルに挑戦する音楽的企画になった。」と語っている。
B'zの作品では初となるデジパック仕様。
ライブでは2021年に行われた『B'z presents LIVE FRIENDS』まで、「SNOW」を除く全曲が未演奏となっていた。

## 収録曲
| 全作詞: 稲葉浩志、全作曲: 松本孝弘、全編曲: 松本孝弘・稲葉浩志・池田大介。 |                       |          |            |      |
| #                                                                          | タイトル              | 作詞     | 作曲・編曲 | 時間 |
| 1.                                                                         | 「Friends II」        | 稲葉浩志 | 松本孝弘   | 1:00 |
| 2.                                                                         | 「SNOW」              | 稲葉浩志 | 松本孝弘   | 4:06 |
| 3.                                                                         | 「傷心」              | 稲葉浩志 | 松本孝弘   | 5:04 |
| 4.                                                                         | 「BABY MOON」         | 稲葉浩志 | 松本孝弘   | 3:27 |
| 5.                                                                         | 「sasanqua 〜冬の陽」 | 稲葉浩志 | 松本孝弘   | 4:27 |
| 6.                                                                         | 「ある密かな恋」      | 稲葉浩志 | 松本孝弘   | 4:03 |
| 7.                                                                         | 「きみをつれて」      | 稲葉浩志 | 松本孝弘   | 5:26 |
| 合計時間:                                                                  | 合計時間:             | 27:33    |            |      |

## 楽曲解説
1. Friends II
  - 表題曲。前作『FRIENDS』の1曲目「Friends」と同じメロディをガット・ギターで弾いているインストゥメンタル[5]。
2. SNOW
  - 曲のほとんどをファルセットで歌った曲。本作の中では比較的シンプルなアレンジをしている。
  - バラード・ベスト・アルバム『The Ballads 〜Love & B'z〜』にも収録された。
  - 年末に放送された『ミュージックステーションスペシャル スーパーライブ96』で、次曲「傷心」とともに披露された[6]。
  - ライブでは時折演奏されており、1997年に行われたツアー『B'z LIVE-GYM Pleasure '97 "FIREBALL"』、1998年に行われたツアー『B'z LIVE-GYM '98 "SURVIVE"』、2008年に行われたツアー『B'z LIVE-GYM 2008 "ACTION"』、2021年に行われた『B'z presents LIVE FRIENDS』で演奏された。
3. 傷心
  - テレビ朝日系『超次元タイムボンバー』のテーマソングとして起用された。
  - 落ち着いた音色のギターソロや、フルートがフィーチャーされていたり、リズム隊にコンガなどの生楽器が生かされているなど、それまでのB'zの楽曲とは違うアプローチがされている。
  - 短いながらもPVが制作されており、ジャケット撮影に臨むメンバーを捉えた映像と、ジャケットや中表紙に映る女性が登場している。歌唱映像は入っていない。
  - 年末に放送された『ミュージックステーションスペシャル スーパーライブ96』で、前曲「SNOW」とともに披露された[6]。
  - 2014年にファンクラブ会報で行われた「まだ自身は聴いたことがないけれど、いつかLIVE-GYMで聴きたいと夢見ている曲」のアンケートで10位に選ばれた。
  - B'zのライブでは、2021年に行われた『B'z presents LIVE FRIENDS』で、リリースから約25年越しに初演奏された。
4. BABY MOON
  - 短調のボサノヴァを取り入れた楽曲。
  - 2021年に行われた『B'z presents LIVE FRIENDS』で初演奏された。
5. sasanqua 〜冬の陽
  - 松本によるインストゥルメンタル。アコースティック・ギターによる導入部「sasanqua」と、エレクトリック・ギターを使用した本編となる「冬の陽」の二部構成となっている[4]。
  - 松本のソロアルバム『House of Strings』、『Strings Of My Soul』にはそれぞれ別バージョンが収録されている。
  - 2021年に行われた『B'z presents LIVE FRIENDS』で初演奏された。
6. ある密かな恋
  - 従来のB'zにはないシャッフルのスローファンク・フュージョン曲。
  - ギターソロパートでシャッフルからジャジーなウォーキングベースがなぞり、ストレート4/4にリズムが変わる。
  - 随所でサックスがフィーチャーされている。
  - 2021年に行われた『B'z presents LIVE FRIENDS』で初演奏された。
7. きみをつれて
  - B'z初のレゲエを取り入れたナンバー。
  - サックスソロから始まり、最初は比較的ゆったりしているが、途中から盛り上がりを見せる。後半はギターソロが鳴り響き、アウトロが一度フェードアウトすると、ピアノの独奏でサビのメロディーが演奏され終了する。
  - 2021年に行われた『B'z presents LIVE FRIENDS』で初演奏された。

## タイアップ
- テレビ朝日系『超次元タイムボンバー』テーマソング (#3)

## 参加ミュージシャン
- 松本孝弘:ギター、全曲作曲・編曲
- 稲葉浩志:ボーカル、作詞(#2-4.6.7)、全曲編曲、コーラス(#2-4.6.7)
- 池田大介:全曲編曲
- 山木秀夫:ドラム
- 中村“キタロー”幸司:ベース (#3.5-7)
- 青木智仁:ベース (#2.4)
- 小野塚晃 (DIMENSION):ピアノ・エレクトリックピアノ・オルガン (#2.3.4.5.6.7)
- 土岐英史:サックス (#6.7)
- 斉藤ノブ:パーカッション (#3)
- 篠崎Strings:ストリングス
- 赤木りえ:フルート (#3)
- 坪倉唯子:コーラス (#3.7)

## ライブ映像作品
SNOW
- B'z presents LIVE FRIENDS

傷心
- B'z presents LIVE FRIENDS

BABY MOON
- B'z presents LIVE FRIENDS

sasanqua 〜冬の陽
- B'z presents LIVE FRIENDS

ある密かな恋
- B'z presents LIVE FRIENDS

きみをつれて
- B'z presents LIVE FRIENDS